# Platidia concentrica
Platidia concentrica är en armfotingsart som beskrevs av Zezina 1980. Platidia concentrica ingår i släktet Platidia och familjen Platidiidae. Inga underarter finns listade i Catalogue of Life.